# Pavilon Secese

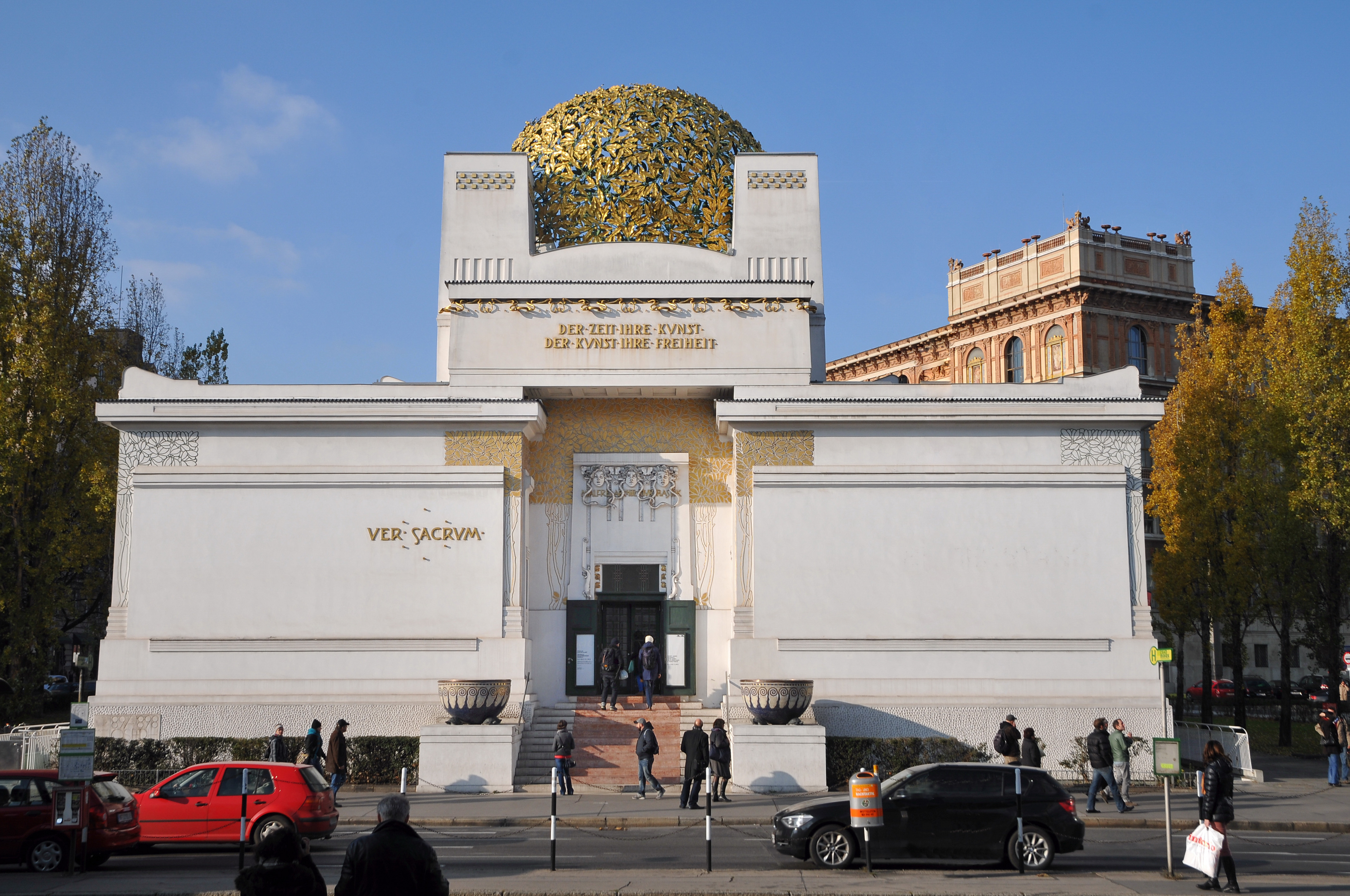
Hlavní průčelí pavilonu

Výstavní pavilon secese (také Wiener Secessionsgebäude, Ausstellunggebäude der Wiener Secession,  Ausstellungshaus der Wiener Secession, zkráceně a hovorově Secession) je významná secesní architektonická památka ve Vídni z let 1897–1898, jejímž autorem je opavský rodák Joseph Maria Olbrich. Funguje jako výstavní síň moderního umění. 

## Historie
V roce 1897 skupina umělců, kteří odmítali tradiční konzervativní umění, založila spolek Vídeňské secese (Künstlervereinigung Secession). Prvním prezidentem se stal Gustav Klimt. Pro pořádání výstav moderního umění se sdružení rozhodlo vybudovat vlastní stánek. Stavba byla z velké části financována z prostředků poskytnutých členy, pozemek poskytlo město Vídeň zdarma. Dokončena byla v roce 1898. Autorem návrhu byl architekt J. M. Olbrich a jeho záměrem bylo vytvořit palác umění, z jehož srdce vyrůstá strom rodící zlaté plody. Na výzdobě budovy se podílel Koloman Moser.
Stavba vyvolala ve své době velký rozruch. Vídeňský novinář Eduard Pötzl přirovnal zlacenou kupoli k „hlávce zelí“. Jednoduchá budova s bílými stěnami si vysloužila také hanlivou přezdívku „asyrské záchodky“.
V roce 1902 se v rámci čtrnácté přehlídky spolku konala výstava věnovaná Ludwigu van Beethovenovi a k této příležitosti byla doplněna umělecká výzdoba pavilonu. V horním sále byl umístěn skladatelův pomník od Maxe Klingera a v suterénu cyklus nástěnných maleb podle návrhu Gustava Klimta, které byly inspirovány Beethovenovou Devátou symfonií. Při celkové rekonstrukci v roce 1986 se podařilo obnovit část maleb, které byly dlouhá léta zakryty.
Při další rekonstrukci pavilonu v roce 2018 ukradli zloději z kupole několik pozlacených lístků.

## Popis
Stylově čistá elegantní stavba na Karlově náměstí v centru Vídně působí důstojným a čistým dojmem. Bílé zdi jsou zdobeny štukovými ornamenty s motivy rostlin a celá stavba je završena třpytivou kupolí, kterou tvoří 2500 pozlacených kovových lístků a 311 bobulí. Kupole je obklopena čtveřicí menších hranolových věžiček.
Po stranách monumentálního geometrického vstupu jsou umístěny mohutné mísy podpírané želvami. Nad vstupem je zlatý nápis „Der Zeit ihre Kunst. Der Kunst ihre Freiheit.“ (Době její umění. Umění jeho svobodu.), jehož autorem je spisovatel Lajos Hevesi. Na levé straně je uveden název časopisu vídeňských secesionistů Ver Sacrum (lat. Svaté jaro).